# Ivan Santaromita
Ivan Santaromita (Varese, Italia, 30 de abril de 1984) es un ciclista italiano que fue profesional entre 2006 y 2019.

## Biografía
Ivan Santaromita es el hermano de Mauro-Antonio Santaromita, ciclista profesional de 1986 a 1997. Debutó como profesional en 2006 con el equipo Quick Step. Allí estuvo dos temporadas obteniendo como mejor resultado una décima plaza en el Tour de Georgia en 2007. En 2008, se unió al equipo italiano Liquigas. Para 2011 fichó por el equipo BMC. Durante sus dos primeras temporadas no logró grandes éxitos. Pero, a partir de 2013, dio un salto de calidad importante, ya que se impuso en el Campeonato de Italia en Ruta además de ganar el Trofeo Melinda y una etapa en el Giro del Trentino tras una larga fuga.
En noviembre de 2019 anunció su retirada tras catorce años como profesional para pasar más tiempo con su familia.

## Palmarés
2010
- Settimana Coppi e Bartali
- 2.º en el Campeonato de Italia en Ruta

2013
- 1 etapa del Giro del Trentino
- Campeonato de Italia en Ruta
- Trofeo Melinda

## Resultados en Grandes Vueltas y Campeonatos del Mundo
| Carrera         | Carrera         | 2006 | 2007 | 2008  | 2009 | 2010 | 2011  | 2012 | 2013 | 2014 | 2015 | 2016 | 2017 | 2018 | 2019  |
| --------------- | --------------- | ---- | ---- | ----- | ---- | ---- | ----- | ---- | ---- | ---- | ---- | ---- | ---- | ---- | ----- |
|                 | Giro de Italia  | —    | —    | —     | —    | —    | —     | 52.º | 30.º | Ab.  | —    | —    | —    | —    | 102.º |
|                 | Tour de Francia | —    | —    | —     | —    | —    | 83.º  | —    | —    | —    | —    | —    | —    | —    | —     |
|                 | Vuelta a España | —    | —    | 125.º | —    | 65.º | 117.º | —    | 48.º | Ab.  | —    | —    | —    | —    | —     |
| Mundial en Ruta | Mundial en Ruta | —    | —    | —     | —    | —    | —     | —    | Ab.  | —    | —    | —    | —    | —    | —     |

—: no participa
Ab.: abandono

## Equipos
- Quick Step (2005[3] -2007)
  - Quick Step (2005)
  - Quick Step-Innergetic (2006-2007)
- Liquigas (2008-2010)
  - Liquigas (2008-2009)
  - Liquigas-Doimo (2010)
- BMC Racing Team (2011-2013)
- Orica GreenEDGE (2014-2015)
- SkyDive Dubai Pro Cycling Team-Al Ahli Club (2016)
- Nippo-Vini Fantini (2017-2019)
  - Nippo-Vini Fantini (2017)
  - Nippo-Vini Fantini-Europa Ovini (2018)
  - Nippo-Vini Fantini-Faizanè (2019)